# Comité scientifique des risques sanitaires émergents et nouveaux
Le Comité scientifique des risques sanitaires émergents et nouveaux (CSRSEN ; en anglais Scientific Committee on Emerging and Newly Identified Health Risks, SCENIHR) est l'un des comité scientifiques indépendants mis en place par la Commission européenne en 2004 pour la conseiller.
Ce comité travaille sous l'égide de la Direction générale de la santé et des consommateurs.

## Histoire
Après plusieurs scandales ou crises alimentaires et sanitaires, et alors qu'apparaissent des risques nouveaux pour la santé, la commission a souhaité créer une instance indépendante de conseil ; 
Ce comité a été créé en 2004 en même temps que deux autres comités, complémentaires :
1. le Comité scientifique des produits de consommation (CSPC), qui a remplacé en 2008 l'ancien Comité scientifique des produits de consommation (créé en 2004)
2. le Comité scientifique des risques sanitaires et environnementaux (CSRSE)

Ensemble, les trois comités forment la « structure consultative relative à l'évaluation des risques scientifiques dans les domaines de la sécurité des consommateurs, de la santé publique et de l'environnement » instituée en 2008.
À la suite d'une modification de ses missions (dont certaines ont été confiés en 2006 à la nouvelle Agence européenne des produits chimiques (AEPC), ses statuts ont été mis à jour en 2008.

## Fonctionnement, représentativité, gouvernance
Le Comité comprend au maximum de 13 membres, nommés pour trois ans (renouvelables trois fois de suite) selon leurs compétences et leur expérience dans les domaines concernés, mais aussi « pour assurer une certaine cohérence, selon une répartition géographique qui reflète la diversité des problèmes et approches scientifiques dans l’Union européenne (UE) ». 

Ces derniers peuvent pour des questions spécifique en outre s'adjoindre le concours de six membres de plus (dits membres associés, sélectionnés selon leur expertise scientifique).
Une liste de réserve comprend des candidats « jugés aptes à siéger dans un Comité scientifique, mais non attitrés ».
Comme les autres comités scientifiques travaillant pour la Commission ; en accord avec cette dernière, ils peuvent faire appel à des experts externes à la commission (« dans l'Union européenne et ailleurs si une question spécifique l’impose »).
Le CSRSEN doit rester indépendant, travailler dans la transparence et respecter la confidentialité de certaines informations. 
Il est invité par la commission européenne à travailler en « collaboration avec les autres organismes communautaires et organisations scientifiques concernées », et avec d'autres organismes communautaires ayant parmi leurs attributions, l'évaluation des risques dans différents domaines. Ses membres déclarent s'engager à agir dans l’intérêt public, et pour limiter le risque de conflit d'intérêts, ils doivent produire une déclaration d'intérêts.
Sont publics : 
- Les demandes d’avis[1] ;
- les programmes[1] ;
- les comptes-rendus[1] ;
- les avis sont publiés[1].

## Missions
Le SCENIHR doit produire pour la commission des avis scientifiques clair sur la sécurité dans une série de domaines nécessitant une évaluation complète des risques. 
Les avis du CSRSEN doivent aussi servir d'aide et de conseil pour les gestionnaires de risque de manière à garantir, autant que possible la sécurité des consommateurs et la santé publique.

## Domaines de compétence
Toute nouvelle technologie, dès que des risques nouveaux ou à ce jour non encore identifiés sont suspectés, etc.
Le CSRSEN aborde des questions relatives aux risques émergents ou nouveaux et à des problématiques générales, complexes ou pluridisciplinaires exigeant une évaluation complète des risques pour la sécurité des consommateurs ou la santé publique, ainsi qu’à des problématiques connexes non couvertes par d’autres organismes communautaires chargés de l’évaluation des risques.
Les sujets traités par ce comité sont notamment les risques avérés ou potentiels par exemple liés à :
- l'antibiorésistance et de manière générale l'apparition de résistance ou résistances croisées ou génériques à des biocides ;
- les nouvelles technologies (dont nanotechnologies) ;
- les dispositifs médicaux, dont ceux utilisant des substances d'origine animale ou prélevés sur l'Homme ;
- les risques physiques (bruit, smog électromagnétique notamment induits par des téléphones mobiles, des émetteurs et des environnements domestiques contrôlés par l'électronique) ;
- l'ingénierie tissulaire ;
- les produits sanguins ;
- cancer des organes endocriniens ;
- interaction des facteurs de risque (effets de synergie, effets cumulatifs…) ;
- méthodologies d'évaluation des nouveaux risques…
- déterminants de la santé publique
- maladies non transmissibles…

## Limites
Dans les domaines dits émergents, la commission est dépendante des informations qu'on lui soumet et du savoir de ses experts. 
De plus, la confidentialité commerciale lui est imposée, et ce comité n'est que consultatif (il ne s'auto-saisit pas d'une question), il peut de sa propre initiative mais « en accord avec la Commission » décider de « mettre sur pied des ateliers thématiques afin de faire le point sur les données et les connaissances scientifiques relatives à des risques particuliers ou sur des questions générales liées à l'évaluation des risques ».
L'impartialité de cette commission a été vivement mise en doute, en interne par l'un de ses membres, et à l'extérieur par de nombreuses ONG, de même que celle de son président Joachim Schüz (biostatistitien épidémiologiste, cosignataire de deux études de cohorte controversées, qui s'est approprié la partie épidémiologie du rapport de 2015, et a pris la tête de la section Environnement et rayonnement du Centre international de recherche sur le cancer (Circ).

## Compléments